# Кашаєво
Каша́єво (рос. Кашаево, ерз. Кашаево) — село у складі Інсарського району Мордовії, Росія. Входить до складу Сіалеєвсько-П'ятинської сільського поселення.
Населення — 72 особи (2010; 92 у 2002).
Національний склад станом на 2002 рік:
- росіяни — 98 %